# Bancontact Payconiq Company
Bancontact Payconiq Company a été créée à la suite de la fusion de Bancontact Company et Payconiq Belgium. 
La société est le leader du marché belge des services financiers[réf. nécessaire]. Le siège social de la société est à Bruxelles, en Belgique.

## Historique
Le 26 mars 2018, les entreprises ont déclaré leur intention de fusionner les unes avec les autres,,. La fusion a été finalisée le 3 juillet 2018. Nathalie Vandepeute est devenue la PDG. 
Le 3 août 2018, la société a obtenu une injection de capital de ses cinq principaux actionnaires de 17 à plus de 32 millions d'euros.
En janvier 2019, la société a fusionné ses applications de paiement appelées « Bancontact » et « Payconiq » dans une application appelée « Payconiq by Bancontact »,. L'application est prise en charge par 20 banques belges et 290 000 magasins belges. En plus de l'application, la société émet des cartes de débit sous la marque « Bancontact » qui peuvent être utilisées dans les magasins physiques et en ligne. Bancontact Payconiq est membre de l'Association européenne des systèmes de paiement mobile[réf. nécessaire].